# A fons
A fons (originalment en francès, À fond) és una pel·lícula francesa coescrita i dirigida per Nicolas Benamou, estrenada el 2016. El febrer de 2022 es va estrenar el doblatge en català a TV3.
La pel·lícula es va estrenar als cinemes francesos la setmana del 21 al 27 de desembre 2016 en sisena posició amb 386.645 espectadors. Va ocupar el setè lloc la setmana següent amb 282.206 espectadors. Per a la seva tercera setmana de funcionament, la cinta va ocupar el desè lloc de la taquilla amb 70.391 entrades venudes. La pel·lícula va comptar amb un total de 950.000 espectadors.

## Sinopsi
Tom Cox, un cirurgià plàstic de París, se'n va de vacances amb la dona embarassada, els fills i l'avi en un flamant monovolum amb l'última tecnologia. Un cop a l'autopista, el Tom programa el regulador de velocitat. Quan l'avi, que és un penques, ofèn per enèsima vegada la seva jove, ella demana al seu marit que giri cua i la torni a portar a París. Però aleshores el Tom s'adona que ja no controla el vehicle: els sistemes electrònics no funcionen, la velocitat està bloquejada a 130 quilòmetres per hora i no pot frenar. Un cotxe embogit amb el dipòsit ple, sis passatgers (un d'ells, un polissó?) i una retenció monstruosa a menys de dos-cents quilòmetres: vet aquí els ingredients d'aquesta road movie còmica.

## Repartiment
- José Garcia: Tom Cox
- André Dussollier: Ben Cox
- Caroline Vigneaux: Julia Cox
- Charlotte Gabris: Melody Poupart
- Vincent Desagnat: el suboficial en cap Gaspard Besauce
- Josephine Callies: Lison Cox
- Stylane Lecaille: Noé Cox
- Jérôme Commandeur: Danieli, el distribuïdor
- Ingrid Donnadieu: el policia Vignali
- Vladimir Houbart: Jacky, el conductor del BMW sèrie 5 E34 groc
- Florence Foresti: la capitana Peton
- Harrison Arevalo: Juan, el pintor
- Philippe Laudenbach: Monsieur Château Chantelle
- Béatrice Costantini: Madame Sacha Château Chantelle